# Nastri d'argento 1951
Els Nastri d'argento 1951 foren la sisena edició de l'entrega dels premis Nastro d'Argento (Cinta de plata).

## Guanyadors

### Millor director
- Alessandro Blasetti - Prima comunione

### Millor guió
- Alessandro Blasetti i Cesare Zavattini - Prima comunione

### Millor interpretació de protagonista femenina
- Anna Maria Pierangeli - Domani è troppo tardi

### Millor interpretació de protagonista masculí
- Aldo Fabrizi - Prima comunione

### Millor interpretació femenina de repartiment
- Giulietta Masina - Luci del varietà

### Millor interpretació masculí de repartiment
- Umberto Spadaro - Il brigante Musolino

### Millor fotografia
- Marco Scarpelli - L'edera

### Millor banda sonora
- Giovanni Fusco - Cronaca di un amore

### Millor escenografia
- Guido Fiorini - Miracolo a Milano

### Millor curtmetratge
- Notturno de Vittorio Sala

### Millor estrangers que ha treballat a Itàlia
- Ingrid Bergman - Stromboli terra di Dio

### Premi especial
- Luigi Rovere per la serietat de la seva producció
- Michelangelo Antonioni pel valor estilístic i humà de Cronaca di un amore

### Millor pel·lícula estrangera
- Billy Wilder - Sunset Boulevard

### Millor actriu estrangera
- Gloria Swanson - Sunset Boulevard

### Millor actor estranger
- Pierre Fresnay - Dieu a besoin des hommes